# Thoracolophotos
Thoracolophotos là một chi bướm đêm thuộc họ Erebidae.